# UNFS
UNFS è la sigla con la quale si indicava l'Unione Nazionale del Senato, gruppo istituito ufficialmente nel 1926, ma la cui origine dovrebbe risalire al febbraio 1925. L'Unione era posta in diretta dipendenza del PNF ed era regolamentata dall'articolo 10 dello Statuto del Partito Nazionale Fascista.
Dal maggio 1929 assunse il nome di Unione Nazionale Fascista del Senato. Era presieduta da un Consiglio Direttivo composto da un presidente, tre vicepresidenti e due segretari. Dal 1930 il Consiglio Direttivo fu denominato Direttorio. La nomina del Direttorio veniva effettuata direttamente da Mussolini. Nel 1933, in seguito alla pubblicazione del nuovo statuto del Partito nazionale fascista, i senatori non iscritti al Partito vennero radiati dall'UNFS.